# Eppur Si Muove
Eppur Si Muove é o terceiro álbum de estúdio da banda de metal sinfônico, Haggard. O álbum narra a vida e obra do cientista Galileu Galilei.
Eppur Si Muove significa "entretanto se move". Essa foi a última frase dita por Galileu, após negar a sua teoria heliocentrista, e escapar da condenação de morrer na fogueira.
Em 2021, foi eleito pela Metal Hammer como o 23º melhor álbum de metal sinfônico de todos os tempos.

## Faixas
1. "All'inizio è la morte" – 6:50
2. "Menuetto In Fa-Minore" – 1:16
3. "Per Aspera Ad Astra" – 6:40
4. "Of A Might Divine" – 8:20
5. "Gavotta In Si-Minore" – 0:58
6. "Herr Mannelig" – 4:50
7. "The Observer" – 4:40
8. "Eppur Si Muove" – 8:19
9. "Larghetto / Epilogo Adagio" – 2:13
10. "Herr Mannelig" (versão curta) – 6:10

## Formação
- Asis Nasseri – Vocais, Guitarra
- Susanne Ehlers – Soprano
- Veronika Kramheller - Soprano
- Manu - Soprano
- Fiffi Fuhrmann – Tenor, Flauta
- Nikolaus - Barítono
- Claudio Quarta – Guitarra
- Ally Fiddle - Violino
- Andi Corne inglês, Percussão
- Hans Wolf – Piano, teclados
- Luz Marsen – bateria, Percussão
- Giacomo - Baixo
- Linda - Oboé,
- Ivica Percinlic – Violone
- Florian Bartl – Oboé, Corne inglês
- Steffi Hertz – Viola
- Johannes Schleiermacher – Violoncelo
- Mark Pendry – Clarinete
- Michael Stapf – Violino
- Judith Marschall – Violino
- Doro – Violino
- Michael Schumm – Tímpano, Percussão